# Svefn-g-englar
"Svefn-g-englar" är en musiksingel av Sigur Rós som släpptes 1999. Titelsången, Svefn-g-englar finns med på albumet Ágætis byrjun och singeln innehåller dessutom sången Viðrar vel til loftárása och liveinspelningar av låtarna Nýja Lagið och Syndir Guðs som spelades in i Islands operahus i Reykjavik. Låten Nýja Lagið har inte spelats in i studio och Syndir Guðs kommer från debutalbumet Von.
Singeln släpptes från början på Pias år 1999 och släpptes endast på Island, men återsläpptes av Smekkleysa Records år 2001 och distribuerades i Storbritannien.
Singeln släpptes på både cd-skiva och på 12" vinylskiva, med olika låtar på utgåvorna.

## Låtlista

### CD-version
1. Svefn-g-englar
2. Viðrar vel til loftárása
3. Nýja Lagið" (live på Islands operahus, 12 juni 1999)
4. Syndir Guðs" (live på Islands operahus, 12 juni 1999)

### 12" vinylversion
1. Svefn-g-englar
2. Viðrar vel til loftárása
3. Veröld ný og óð